# Vozsiatske, Ielaneț
Vozsiatske (în ucraineană Возсіятське) este localitatea de reședință a comunei Vozsiatske din raionul Ielaneț, regiunea Mîkolaiiv, Ucraina.

## Demografie
Componența lingvistică a localității Vozsiatske
     Ucraineană (94,25%)
     Rusă (2,85%)
     Română (1,09%)
     Alte limbi (0,34%)
Conform recensământului din 2001, majoritatea populației localității Vozsiatske era vorbitoare de ucraineană (94,25%), existând în minoritate și vorbitori de rusă (2,85%), armeană (1,38%) și română (1,09%).